# 田中教仁
田中 教仁（たなか のりひと、1985年2月21日 - ）は、日本の元プロボクサー。東京都板橋区出身。第30代日本ミニマム級王者。三迫ボクシングジム所属。かつてはドリームボクシングジムに所属していた。

## 来歴
2005年3月7日で加藤聖慈とミニマム級4回戦を戦い、3回TKO勝ちでデビュー戦を白星で飾った。
その後8連勝して2007年10月31日に後楽園ホールで堀川謙一と第20回A級トーナメント決勝としてミニマム級8回戦を行い、プロ初黒星となる8回1-2（76-77、75-78、78-77）判定負けを喫した。
2010年9月5日に後楽園ホールで日本ミニマム級1位のブンブン東栄と最強後楽園ミニマム級決勝を行い、1回1分42秒TKO勝ちで日本タイトル挑戦権を獲得した。2011年4月2日に後楽園ホールで日本ミニマム級王者八重樫東と対戦し、10回0-3（91－100、92-99、91-99）判定負けで日本王座獲得に失敗した。
2017年2月、三迫ボクシングジムに移籍。同月9日に移籍初戦となる5年3か月ぶりの復帰戦を高橋悠斗と行い、3回1分20秒KO勝ちを収めた。
そして2018年4月17日に後楽園ホールで行われた「DANGAN211」のメインイベントでOPBF東洋太平洋ミニマム級王者小浦翼とOPBF東洋太平洋ミニマム級タイトルマッチを行い、5回2分38秒TKO負けを喫して王座獲得に失敗した。同年10月21日に久留米で行われた「最強挑戦者決定戦」で日本ミニマム級1位の榮拓海と戦い、8回2-1（76-75、77-75、74-77）判定勝ちで日本タイトル挑戦権を獲得した。
2019年1月12日に後楽園ホールで行われた「DANGAN220」で日本ミニマム級王者小野心と対戦し、8回22秒TKO勝ちを収めて日本王座獲得に成功した。
2019年6月13日、後楽園ホールで日本ミニマム級8位の春口直也と対戦し、10回3-0（97-92×2、96-93）で判定勝ちを収め、初防衛に成功した。
2020年1月10日、日本ミニマム級王座を返上した。
2020年3月3日、タイのナコーンサワン県でWBA世界ミニマム級王者のノックアウト・CPフレッシュマートに挑戦するも、3回にダウンを奪われるなどして12回0-3（119-108、120-107×2）で判定負けを喫し、王座獲得に失敗した。
2020年11月25日、後楽園ホールで高田勇仁と対戦し、8回3-0（77-75、78-74、79-73）で判定勝ちを収めた。
2022年8月31日、タイのナコーンラーチャシーマー県でWBC世界ミニマム級王者のペッマニー・CPフレッシュマートに挑戦するも、12回0-3（109-119、110-118、112-116）で判定負けを喫し、王座獲得に失敗した。
2023年6月28日、タイのラヨーン県に舞台を移してWBC世界ミニマム級王者のペッマニー・CPフレッシュマートに再挑戦。初回にダウンを奪われながら食らいつくも、8回に右ストレート、左フックで顔を跳ね上げられ、さらにパンヤの攻撃を受けると、青コーナーから加藤健太トレーナーがタオルを振ってリングに飛び込み、試合終了。8回2分11秒TKO負けで王座獲得に失敗した。
スパーリングで目を負傷したこともあり、この試合を最後に現役を引退した。

## 獲得タイトル
- 2006年度東日本ミニマム級新人王
- 2010年度日本ミニマム級最強挑戦者
- 2018年度日本ミニマム級最強挑戦者
- 第30代日本ミニマム級王座（防衛1=返上）

## 戦績
- プロボクシング - 30戦20勝10敗（10KO）

| 戦           | 日付           | 勝敗 | 時間    | 内容     | 対戦相手                         | 国籍 | 備考                                   |
| ------------ | -------------- | ---- | ------- | -------- | -------------------------------- | ---- | -------------------------------------- |
| 1            | 2005年3月7日   | ☆    | 3R      | TKO      | 加藤聖慈（古口）                 | 日本 | プロデビュー戦                         |
| 2            | 2005年6月8日   | ☆    | 2R      | TKO      | 深山一裕（セレス）               | 日本 |                                        |
| 3            | 2005年11月16日 | ☆    | 2R      | TKO      | 石井文哉（フラッシュ赤羽）       | 日本 |                                        |
| 4            | 2006年7月31日  | ☆    | 4R      | 判定3-0  | 黒澤俊（木更津グリーンベイ）     | 日本 | 2006年度東日本ミニマム級新人王準々決勝 |
| 5            | 2006年9月29日  | ☆    | 4R      | 判定3-0  | 福村和仁（大橋）                 | 日本 | 2006年度東日本ミニマム級新人王準決勝   |
| 6            | 2006年11月3日  | ☆    | 6R      | 判定2-0  | 原島暁（館林）                   | 日本 | 2006年度東日本ミニマム級新人王決勝     |
| 7            | 2007年4月21日  | ☆    | 2R 3:00 | KO       | 原島暁（館林）                   | 日本 |                                        |
| 8            | 2007年6月28日  | ☆    | 6R      | 判定3-0  | 横尾貴浩（横浜サクラ）           | 日本 |                                        |
| 9            | 2007年8月29日  | ☆    | 6R      | 判定3-0  | 熊田和真（オサム）               | 日本 | 第20回A級トーナメント                  |
| 10           | 2007年10月31日 | ★    | 8R      | 判定1-2  | 堀川謙一（SFマキ）               | 日本 | 第20回A級トーナメント決勝              |
| 11           | 2008年3月5日   | ★    | 8R      | 判定0-3  | 辻昌建（帝拳）                   | 日本 |                                        |
| 12           | 2009年6月6日   | ☆    | 3R 2:04 | TKO      | 島崎博文（帝拳）                 | 日本 |                                        |
| 13           | 2009年12月28日 | ★    | 2R 2:58 | 反則失格 | 田口良一（ワタナベ）             | 日本 |                                        |
| 14           | 2010年4月15日  | ☆    | 6R 0:48 | TKO      | 島崎博文（帝拳）                 | 日本 |                                        |
| 15           | 2010年6月23日  | ☆    | 6R      | 判定3-0  | 久田恭裕（横浜サクラ）           | 日本 | 最強後楽園ミニマム級準決勝             |
| 16           | 2010年9月5日   | ☆    | 1R 1:42 | TKO      | ブンブン東栄（一力）             | 日本 | 最強後楽園ミニマム級決勝               |
| 17           | 2011年4月2日   | ★    | 10R     | 判定0-3  | 八重樫東（大橋）                 | 日本 | 日本ミニマム級タイトルマッチ           |
| 18           | 2011年9月2日   | ★    | 8R      | 判定1-2  | 國重隆（ワタナベ）               | 日本 |                                        |
| 19           | 2011年11月15日 | ☆    | 8R      | 判定3-0  | 吉田ARMY真（戸高）               | 日本 |                                        |
| 20           | 2017年2月9日   | ☆    | 3R 1:20 | KO       | 高橋悠斗（K&W）                  | 日本 |                                        |
| 21           | 2017年5月14日  | ★    | 8R      | 判定0-2  | 春口直也（橋口）                 | 日本 |                                        |
| 22           | 2017年12月14日 | ☆    | 7R 1:55 | TKO      | 市川雅之（角海老宝石）           | 日本 |                                        |
| 23           | 2018年4月17日  | ★    | 5R 2:38 | TKO      | 小浦翼（E&Jカシアス）            | 日本 | OPBF東洋太平洋ミニマム級タイトルマッチ |
| 24           | 2018年10月21日 | ☆    | 8R      | 判定2-1  | 栄拓海（折尾）                   | 日本 | 日本ミニマム級王座挑戦者決定戦         |
| 25           | 2019年1月12日  | ☆    | 8R 0:22 | TKO      | 小野心（ワタナベ）               | 日本 | 日本ミニマム級タイトルマッチ           |
| 26           | 2019年5月14日  | ☆    | 10R     | 判定3-0  | 春口直也（橋口）                 | 日本 | 日本王座防衛1                          |
| 27           | 2020年3月3日   | ★    | 12R     | 判定0-3  | ノックアウト・CPフレッシュマート | タイ | WBA世界ミニマム級タイトルマッチ        |
| 28           | 2020年11月25日 | ☆    | 8R      | 判定3-0  | 高田勇仁（ライオンズ）           | 日本 |                                        |
| 29           | 2022年8月31日  | ★    | 12R     | 判定0-3  | ペッマニー・CPフレッシュマート   | タイ | WBC世界ミニマム級タイトルマッチ        |
| 30           | 2023年6月28日  | ★    | 12R     | 判定0-3  | ペッマニー・CPフレッシュマート   | タイ | WBC世界ミニマム級タイトルマッチ        |
| テンプレート |                |      |         |          |                                  |      |                                        |